# Анкер-Дудинс, Алида
Алида Гертруда «Лида» ван дер Анкер-Дудинс (нидерл. Lida van der Anker-Doedens, 28 июля 1922, Ролде, Дренте, Нидерланды — 1 апреля 2014, Харлем, Нидерланды) — голландская спортсменка, серебряный призёр летних Олимпийских игр в Лондоне (1948) в гребле на байдарке-одиночке на дистанции 500 метров.

## Карьера
В период своей активной спортивной карьеры — в конце 1940-х и начале 1950-х гг. неоднократно завоевывала национальные титулы на байдарках одиночке и двойках.
На чемпионате мира в Копенгагене (1950) заняла пятое место, на летних Олимпийских играх в Лондоне (1950) выиграла серебро на дистанции 500 м, а через четыре года в Хельсинки (1952) стала четвёртой.